# Inter-Amerikaans Verdrag tegen Corruptie
Het Inter-Amerikaans Verdrag tegen Corruptie (IACAC) is een internationaal verdrag dat op 29 maart 1996 werd aangenomen door de Organisatie van Amerikaanse Staten (OAS). Het werd van kracht op 6 maart 1997.

## Inhoud
Volgens artikel II van de tekst van het verdrag heeft het twee doelen:
1. het bevorderen en versterken van de ontwikkeling door elk van de Staten die partij zijn van de mechanismen die nodig zijn om corruptie te voorkomen, op te sporen, te bestraffen en uit te roeien;
2. het bevorderen, vergemakkelijken en reguleren van de samenwerking tussen de staten die partij zijn om de doeltreffendheid te waarborgen van maatregelen en acties ter voorkoming, opsporing, bestraffing en uitroeiing van corruptie bij de uitoefening van openbare functies en corruptiehandelingen die specifiek verband houden met dergelijke prestaties.

Als nadeel van het gedrag wordt genoemd dat klokkenluiders er niet in worden beschermd.

## Ratificatie
33 van de 34 OAS-leden hebben het verdrag geratificeerd. Suriname ratificeerde het in 2002 tijdens de regering-Venetiaan II. Volgens een DNA-schrijven van 23 juli 2021 zou daarmee ook de wereldwijde tegenhanger, het nog niet-geratificeerde Verdrag van de Verenigde Naties tegen corruptie, stilzwijgend zijn goedgekeurd. President Chan Santokhi initieerde in 2021 het plan om ook het VN-verdrag te bekrachtigen.